# Keith Seifert
Keith Seifert (ur. 1958) – kanadyjski mykolog.

## Życiorys i praca naukowa
Seifert ukończył studia na Uniwersytecie w Waterloo z tytułem licencjata oraz na Uniwersytecie Kolumbii Brytyjskiej z tytułem magistra. Tytuł doktora uzyskał w 1985 roku na Uniwersytecie w Utrechcie. Następne cztery lata pracował w Forintek Canada Corporation w Ottawie. Od 1990 r. jest członkiem Kanadyjskiej Grupy Mykologii Departamentu Rolnictwa. Jest adiunktem na Carleton University i adiunktem na Uniwersytecie w Ottawie.
Szczególnie nzajmuje się grupą grzybów Hyphomycetes, zwłaszcza z rodzajów Penicillium i Fusarium, które wytwarzają mykotoksyny. Zajmuje się filogenetyką grzybów opartą na DNA i bierze udział w projekcie opracowania kodów kreskowych DNA dla grzybów. Był szefem Międzynarodowej Komisji Taksonomii Grzybów. Jest współredaktorem Canadian Journal of Plant Pathology, CBS Biodiversity Series, Mycoscience, Studies in Mycology i Sydowia. 
W naukowych nazwach utworzonych przez niego taksonów dodawane jest jego nazwisko Seifert.